# Nevena Božović
Nevena Božović (Mitrovica, 15 de junho de 1994) é uma cantora e compositora servia.

Ela estreou representando a Sérvia no Junior Eurovision Song Contest 2007 com a música 'Piši mi', ficando em terceiro. Božović ganhou destaque como vice-campeã da competição de canto televisionada Prvi glas Srbije em 2013.
No ano seguinte, Božović e duas outras finalistas, Mirna Radulović e Sara Jovanović, agora como membro do girl group Moje 3 representaram a Sérvia no Eurovision Song Contest 2013 com a música 'Ljubav je svuda', não conseguindo chegar à final.  Ela foi a primeira artista a competir nos Concursos para Adultos e Canções Eurovision Junior como protagonista principal.  Božović vai competir no Eurovision Song Contest 2019 novamente como artista solo com a música ' Kruna '.

## vida e carreira

### Vida pregressa
Ela nasceu e frequentou a escola em Kosovska Mitrovica e estudou música na Universidade de Artes em Belgrado .

### Carreira
Em 2007, Nevena participou de Izbor zá dečju pesmu Evrovizije, seleção nacional da Sérvia para Junior Eurovision com "Piši mi" (Escreva-me).  Na noite final, ela recebeu o primeiro lugar e foi para Roterdã , na Holanda , para representar a Sérvia.  Em 8 de dezembro, Nevena ficou em terceiro lugar, com 120 pontos, fazendo o melhor resultado da Sérvia no campeonato. Em 2009, após uma pequena pausa na música, ela decidiu voltar, participando do Sunčane skale com "Ti" (You).
Em 2012, Nevena participou da versão da Sérvia do The Voice.  Depois de três meses de shows ao vivo, batalhas e desafios, Nevena se classificou para a final, onde ficou em segundo lugar depois de Mirna Radulović .
Em 2013, juntamente com Mirna e Sara, todas as três participantes do Prvi Glas , ela participou do Beosong 2013 com " Ljubav je Svuda " (o amor está por toda parte). O trio venceu o concurso com mais de 25.000 votos e representou a Sérvia no Eurovision Song Contest 2013 em Malmö , onde se apresentou na primeira meia-final  e terminou em 11º, perdendo a final por seis pontos.  Nesse mesmo ano, em julho, ela apresentou seu novo single, chamado "Pogledaj me" (Olhe para mim).  No Eurovision Song Contest 2015, em Viena , ela foi uma das cinco juradas do júri sérvio .
Seu single 'Jasno mi je' ( É claro para mim ) foi premiado na cerimônia de premiação musical de 2019 .  Ela competiu no Beovizija 2019 com a música " Kruna " e venceu a competição, recebendo os direitos de representar a Sérvia no Festival Eurovisão da Canção 2019 .
1. ↑  «Serbia: Moje 3 [Interview] | escXtra». Consultado em 11 de março de 2019. Arquivado do original em 25 de abril de 2013
2. ↑  «Blic Online | Nevena već favorit u "Prvom glasu"»
3. ↑  «Moje 3 to represent Serbia! | News | Eurovision Song Contest - Malmö 2013»
4. ↑  «Beovizija 2019: Nevena Božović will represent Serbia at this years Eurovision Song Contest»